# Blake Edwards
William Blake Crump (Tulsa, Oklahoma, 26 de julio de 1922-Brentwood, California, 15 de diciembre de 2010), conocido artísticamente como Blake Edwards, fue un director, guionista, productor y actor de cine estadounidense, especialmente popular por ser el creador de la Pantera Rosa.

## Biografía
Desde siempre, lo que llenaba a Edwards era escribir. Sus inicios como guionista fueron casi producto del azar. Una de sus novias de juventud le mostró un guion que estaba escribiendo para un programa de radio y, cuando quiso darse cuenta, Edwards lo había rehecho por completo. El jefe de la muchacha quedó tan impresionado con el trabajo de Edwards que se convirtió en su agente y le consiguió trabajo para escribir con regularidad para la radio. Como guionista, Edwards pasó de la radio a la televisión, que le sirvió de plataforma para alcanzar su meta, el cine.
Antes de escribir guiones para cine, mientras escribía para radio y televisión empezó su acercamiento al cine de la forma que le era más fácil: como extra. En 1942, dio sus primeros pasos en el cine como actor, en la película Diez héroes de West Point. Un drama bélico, dirigido por Henry Hathaway, en el que el argumento se traza en torno a un grupo de estudiantes de la academia militar West Point que han de acudir a sofocar una rebelión india. Además, en la trama se incluye un conflicto amoroso típico: dos hombres (John Sutton y Laird Cregar) enamorados de una misma mujer (la pelirroja Maureen O'Hara). La participación de Edwards en la película es bastante irrelevante, interpretaba un pequeño papel secundario y ni siquiera aparece mencionado en los créditos. De la misma manera,  en 1946 también aparece en la película El extraño amor de Martha Ivers, dirigida por Lewis Milestone, interpretando un marinero recogido en autoestop por uno de los personajes principales.
Su primer guion para el cine fue el del western de 1948 dirigido por Lesley Selander: Imperio del crimen. El guion no lo escribió en solitario, sino que fue coguionista junto con John Champion. Además de colaborar en el guion, ambos fueron productores de la película.
Su primera película como director fue Venga tu sonrisa de 1955. Es la primera película del equipo formado por Blake Edwards con Richard Quine. Ambos empezaron a colaborar en los inicios de sus respectivas carreras, cuando aún eran los dos novatos, actores que aspiraban a algo más. Entre 1952 y 1958 firmaron conjuntamente siete guiones para Columbia Pictures. Cinco de las películas, las dirigiría Quine; las otras dos, Edwards. El último guion que escribieron conjuntamente ya no fue afrontado por la Columbia que cuatro años después cedió los derechos a la Universal Studios. Finalmente, en 1962, Quine dirigió La misteriosa dama de negro.
Su carrera abarca 50 años. Aunque, etiquetado para la historia como "director de comedias", Edwards se ha paseado por todos los géneros y algunos de sus melodramas se han convertido en verdaderos clásicos.
Como director de cine, su última película fue un indigno final: El hijo de la pantera rosa de 1993, con Roberto Benigni. En televisión fue una nueva adaptación para la televisión de Victor Victoria (1982) rodada en 1995. Después, dejó de dirigir aquejado de fatiga crónica. Edwards ha pasado a la historia del séptimo arte por: Desayuno con diamantes (1961) con Audrey Hepburn sobre la novela de Truman Capote; Días de vino y rosas (1963) con Jack Lemmon, Lee Remick y Charles Bickford; Operación Pacífico (1959) con Cary Grant y Tony Curtis; La carrera del siglo (1965), con Tony Curtis, Jack Lemmon y Natalie Wood; The Party (1968) con Peter Sellers; Victor/Victoria, con Julie Andrews y James Garner, remedando el famoso film alemán de 1930 (de Reinhold Schunzel); y  La pantera rosa (1963) y todas sus secuelas.
Como productor en cine, su últimas películas fueron La maldición de la pantera rosa y Mis problemas con las mujeres de 1983. En televisión, posteriormente, aún trabajo como productor ejecutivo en tres series. La última fue Julie cuya protagonista era su mujer.
El éxito comercial y recaudatorio de La pantera rosa fue de tal magnitud que marcó la carrera del director. Al año siguiente se rodó una secuela. Después, Edwards fue grabando una nueva secuela cada vez que tenía falta de liquidez. Además su prestigio le ha permitido incluir su nombre en el propio título: por ejemplo, Blake Edwards' son of the pink Panther.
Como director siempre se ha destacado que, por su experiencia previa como actor, dejaba mucho margen de acción a los actores. De hecho, esperaba a ubicar definitivamente las cámaras hasta después de los ensayos en el set de rodaje. Además, es fundamental la colaboración entre Blake Edwards y el compositor Henry Mancini, de cuyos frutos han salido muchas de las mejores bandas sonoras de la historia, siendo solo un ejemplo, la célebre canción Moon River de Desayuno con diamantes. También fue importante en la carrera de Blake Edwards, el apoyo del productor Tony Adams, al que encontramos detrás de la financiación de muchas de sus películas.

## Vida privada
Cuando su madre contrajo segundas nupcias con Jack McEdwards, entró a formar parte de una familia con grandes lazos con el mundo del cine:
Su padrastro, Jack McEdwards, fue asistente de dirección en siete películas entre 1936 y 1957.
Su abuelo político (el padre de Jack McEdwards), James Gordon Edwards, fue un notable director, guionista y productor estadounidense durante la época del cine mudo. Era el principal supervisor de la Fox Film Corporation y hombre de confianza de William Fox hasta el momento de su muerte en 1925. Rodó como director 56 películas en una década, entre 1914 y 1924, en 23 de estas, con Theda Bara, primera mujer fatal de Hollywood y primera gran estrella femenina del cine de los EE. UU., como actriz principal (Salomé, de 1917).
En 1953 contrajo matrimonio con la actriz Patricia Walker, pero se divorciaron en 1967. Patricia no tuvo una gran carrera como actriz. Solo trabajó en siete películas y, tras su boda, abandonó la interpretación. Patricia nunca trabajó a las órdenes de Edwards, solo trabajó con él en Marino al agua, donde él era guionista, no director. Blakie y Pat tuvieron dos hijos Jennifer y Geoffrey Edwards. Jennifer ha trabajado con su padre en varias ocasiones (Diagnóstico asesinato, S.O.B...).
En 1969, dos años después de su divorcio, Blake Edwards contrajo matrimonio con Julie Andrews, con quien estuvo casado hasta su fallecimiento. Edwards dirigió a su esposa en siete ocasiones. Julie se había divorciado del productor Tony Walton también en 1967. De esta unión, Julie aportaba una hija Emma Walton. Julie y Blakie no tuvieron hijos propios en común, pero adoptaron a dos niñas vietnamitas, Amy y Joanna Edwards.
Entre las anécdotas de su vida siempre se cita el hecho de que fue compañero de piso de Mickey Rooney.
Por último, tres de sus cuatro hijos están vinculados con el cine. También su hijastra, Emma Walton, y una de sus nietas, Hannah Schneider (hija de Jennifer). Por ahora (2005), la filmografía de Hannah solo cuenta con un título en el que aparece como actriz de reparto: Princesa por sorpresa 2 de Garry Marshall. En esta película también intervienen la mujer de su abuelo, Julie Andrews, y su tía, Amy Edwards.

## Filmografía

### Como director

#### Cine
1. 1955 - Venga tu sonrisa (Bring your smile along). Comedia musical protagonizada por Frankie Lane y Lucy Marlow.
2. 1956 - He laughed last ("El que ríe el último"). Comedia no muy memorable protagonizada por Anthony Dexter.
3. 1957 - El temible Mr. Cory (Mister Cory). Drama protagonizado por dos excelentes Tony Curtis y Charles Bickford, que supone el primer film notable de su director. Es la primera película en la que Edwards colabora con Henry Mancini, y el propio realizador demuestra una solidez a la hora de narrar que pone a la cabeza de los realizadores jóvenes del momento.
4. 1958 - La pícara edad (This happy feeling). Comedia de enredo protagonizada por Debbie Reynolds, Curd Jürgens, John Saxon y Mary Astor. De éxito en su día, el film ha envejecido bastante, pero como mínimo todavía resulta agradable.
5. 1958 - Vacaciones sin novia (The perfect furlough). Primera aparición en pantalla de la deliciosa pareja Tony Curtis- Janet Leigh en una comedia de apuntes bélicos y desarrollo clásico, pero que apunta muy buenas maneras. 2 nominaciones como Mejor comedia, una en los Globo de Oro y otra en los Golden Laurel.
6. 1959 - Operación Pacífico (Operation Petticoat). Comedia militar de gran repercusión y ambientada según las convenciones del género en un submarino, que consigue resultados modélicos, además del encanto de sus protagonistas: Cary Grant, Tony Curtis y Dina Merrill.
7. 1960 - Buenos tiempos (High time). Regular comedia musical protagonizada por un talludito Bing Crosby, nominada a un Óscar pero que pasó sin pena ni gloria.
8. 1961 - Breakfast at Tiffany's.[3] Drama triste disfrazado de comedia romántica protagonizada por Audrey Hepburn y George Peppard. La película ganó ocho premios (ente ellos, dos Óscar) y obtuvo otras cuatro nominaciones (entre ellas, Blake Edwards estuvo nominado como Mejor director en los premios DGA).
9. 1962 - Chantaje contra una mujer (Experiment in terror). Thriller dramático que afianzaba la carrera de Edwards, en una historia tan bien planteada como escrita, con elementos de suspense bien medidos y más que correctas interpretaciones de su trío protagonista: Glenn Ford, Lee Remick y Stefanie Powers. La cinta obtuvo una nominación para los Globo de Oro.
10. 1962 - Días de vino y rosas (Days of wine and roses).[4] La película ganó el Óscar a la mejor canción y estuvo nominada en otras cuatro categorías. Además, la película ganó otros 7 premios y cosechó 8 nominaciones más. Entre ellos, Blake Edwards obtuvo la Concha de Plata del Festival Internacional de Cine de San Sebastián y fue nominado como Mejor director en los Globo de Oro.
11. 1963 - La pantera rosa (The pink panther).[5] Comedia protagonizada por Peter Sellers, David Niven, Claudia Cardinale, Capucine, Robert Wagner y Herbert Lom en los papeles importantes. El guion optó a los premios WGA como Mejor guion de comedia.
12. 1964 - El nuevo caso del inspector Clouseau / Un disparo en las sombras (A shot in the dark). Comedia protagonizada por Peter Sellers, Herbert Lom y Elke Sommer.
13. 1965 - La carrera del siglo (The race). Disparatada y a ratos genial comedia, con escenas desternillantes, trabajado guion y mucha inventiva, de magníficas caracterizaciones de un reparto coral en el que sobresalen: Jack Lemmon, Tony Curtis, Natalie Wood o Peter Falk. La película ganó un Óscar, otros tres premios y 12 nominaciones (entre ella: Edwards fue nominado como Mejor director en el Festival Internacional de Cine de Moscú), y su arrollador éxito dio lugar a una serie de TV: "Los autos locos" ("Wally races") de la productora animada Hanna-Barbera en 1966, y a la imitación de la fórmula en dos films conocidos: "Aquéllos locos chalados en sus locos cacharros" (1967, de Ken Annakin con un reparto lleno de más estrellas todavía) y "El rally de Montecarlo" (en 1969).
14. 1966 - ¿Qué hiciste en la guerra, papi?. Excelente comedia antibelicista en la que fue la primera colaboración de Edwards con el notable actor James Coburn. Rodada en Italia, en la película intervenían actores como Giovanna Ralli o Sergio Fantoni.
15. 1967 - Gunn. Thriller de éxito localizado (solo a nivel estadounidense), que a su vez se apropiaba de la popularidad de una serie de TV de escaso recorrido pero recordada por la canción de su presentación. Los actores que intervenían y los resultados del filme son de segunda categoría.
16. 1968 - La fiesta inolvidable / El guateque (The party). Comedia loca protagonizada por Peter Sellers, Marge Champion y Claudine Auger.
17. 1970 - Darling Lili (Darling Lili). Musical dramático de flojo tirón comercial, protagonizado por Julie Andrews y Rock Hudson. La canción Whistling away the dark de Mancini y John Mercer ganó el Globo de Oro. Además, la película obtuvo otras 6 nominaciones en otros premios (3 de ellas en los Óscar).
18. 1971 - Dos hombres contra el Oeste (Wild Rovers). Drama y comedia se dan cita en este western crepuscular que representa uno de los títulos de los 70 que renovaron el género (protagonizado por dos perdedores sin suerte). Tanto William Holden como Ryan O’Neal, Karl Malden y Lynn Carlin están espléndidos.
19. 1972 - Diagnóstico: asesinato (The Carey treatment). Thriller en clave de comedia que supuso un inesperado triunfo comercial, protagonizado por James Coburn y Jennifer O’Neill. El guion estaba firmado por Michael Crichton y Harriet Frank Jr., y logra situar a la película por encima de la media del género. También, la película fue nominada como Mejor película en los premios Edgar Allan Poe.
20. 1974 - La semilla del tamarindo (The tamarind seed). Película romántica de sonado fracaso en las taquillas de todo el mundo, en la que la historia de amor se ancla en torno a una trama de espías, protagonizada por Julie Andrews, Omar Sharif. Silvia Syms fue nominada en los Premios BAFTA como Mejor actriz de reparto.
21. 1975 - El regreso de la pantera rosa (The return of the pink panther).Protagonizada por Peter Sellers, Herbert Lom, David Niven y Dyan Cannon que no pertenece a la mejor época de la serie pero, aun así, la cinta ganó dos Premios BAFTA: Mejor comedia y Mejor actor (Peter Sellers). Además, obtuvo tres nominaciones a los Globo de Oro y una a los WGA.
22. 1976 - La pantera rosa ataca de nuevo (The pink panther strikes again). Comedia protagonizada por Peter Sellers, Colin Blakely, Lesley Anne Down y Herbert Lom. La película obtuvo el BAFTA a la Mejor comedia y el guion se alzó con el WGA al Mejor guion adaptado. Además, la película cosechó otras cinco nominaciones en diferentes certámenes, y superaba en calidad a las entregas anteriores.
23. 1977 - La venganza de la pantera rosa (The revenge of the pink panther).La película ganó el BAFTA a la Mejor comedia, pese a ser uno de los trabajos más flojos del director. Además, la banda sonora de Mancini ganó un Grammy.
24. 1979 - 10, la mujer perfecta.[6] Comedia protagonizada por Bo Derek, a la que lanzó a la fama, Dudley Moore, al que convirtió en mini-mito de la comedia de los 80 y una Julie Andrews inaugurando su excelente madurez física. La obra no obtuvo ningún premio, pero cosechó un total de 8 nominaciones, entre ellas, 2 a los Óscar, y fue una de las películas más taquilleras del año.
25. 1981 - Sois honrados Bandidos (S.O.B). Comedia de reparto coral cuyas cabezas visibles son Julie Andrews, William Holden y Robert Preston, ácida y con cierta polémica en su día por algunas escenas de desnudo pero bien planteada y mejor resuelta la película estuvo nominada al Globo de Oro como mejor comedia y, paradójicamente, Edwards a los Razzie como peor director. En Argentina, el título se tradujo como Se acabó el mundo.
26. 1982 - Tras la pista de la pantera rosa (Trail of the pink panther). Comedia protagonizada por Peter Sellers y David Niven. Sellers había muerto en 1980, por lo que se aprovechó material de archivo (escenas que no se habían empleado en el montaje final de las anteriores películas de la saga). El resultado fue tan decepcionante como irregular, y algunos sectores de la crítica e incluso la industria reprocharon a Edwards el estreno del filme.
27. 1982 - Victor Victoria. Comedia musical protagonizada por Julie Andrews, James Garner, Robert Preston y Lesley Ann Warren. Muy aclamada y de enorme encanto, recolectó 9 premios (entre ellos, un Óscar) y otras nueve nominaciones.
28. 1983 - La maldición de la pantera rosa (Curse of the pink panther). De casi nula repercusión, fue también interpretada por David Niven y las pocas escenas en las que aparece Sellers también son de archivo.
29. 1983 - Mis problemas con las mujeres (The man who loved women). Burt Reynolds, Kim Basinger y Julie Andrews comparten cartel en una comedia dramática sobre el ego masculino, la crisis de identidad y las relaciones hombre-mujer.
30. 1984 - Micki y Maude (Micki + Maude). Famosa comedia sentimental protagonizada por Dudley Moore, Amy Irving y Ann Reinking. Nominada al Globo de Oro, en la categoría de Mejor comedia o musical, Dudley Moore fue también nominado como Mejor actor de musical o comedia en los Globo de Oro, pero no se hizo con el galardón. Las crisis de pareja de un seductor nato, van de la comedia al drama.
31. 1986 - Así es la vida (That's life!). Interesante historia sobre la descomposición de un matrimonio maduro, Jack Lemmon y Julie Andrews. La película no termina de aprovechar sus posibilidades, pero ello no evitó que los actores fuesen nominados al Globo de Oro y la canción a los Óscar. En Argentina, el título se tradujo como Esto es vida.
32. 1986 - El gran enredo (A fine mess). Fallida comedia de enredo, de escaso éxito, protagonizada por Ted Danson y Howie Mandel. En Argentina, el título se tradujo como Un desparramo memorable.
33. 1987 - Cita a ciegas (Blind date). Con esta cinta, Edwards recuperó el éxito comercial. Comedia de estructura clásica, protagonizada por Bruce Willis y Kim Basinger, resulta sólida y convincente aunque pudo ser excelente.
34. 1988 - Sunset (Sunset). Comedia disfrazada de thriller que sufrió un batacazo en las taquillas, protagonizada por Bruce Willis, James Garner, Malcolm McDowell y Mariel Hemingway. La película ganó el Óscar al mejor diseño de vestuario. Edwards tuvo el dudoso honor de ser nominado como Peor director en los Razzies. Idéntica mala fortuna tuvo Mariel Hemingway que fue nominada como Peor actriz de reparto. En Argentina, el título se tradujo como Asesinato en Hollywood.
35. 1988- Justine Case.
36. 1989 - Peter Gunn (Peter Gunn). Película para televisión protagonizada por Peter Strauss, Peter Jurasik y Jennifer Edwards. Remake de la serie televisiva homónima de finales de los cincuenta en la que Edwards había trabajado. En 1967, ya había realizado otro remake titulado Gunn.
37. 1989 - Skin Deep (Skin deep). Comedia de reparto coral cuya cabeza visible es el entrañable John Ritter.
38. 1991 - Una rubia muy dudosa (Switch). Comedia protagonizada por Ellen Barkin. Este papel le valió una nominación a los Globo de Oro como Mejor actriz en musical o comedia. No muy afortunada.
39. 1993 - El hijo de la pantera rosa (Son of the pink panther). Comedia protagonizada Roberto Benigni.

#### Televisión
- 2 episodios de la serie Four Star Playhouse de CBS, emitida entre 1952 y 1956. (4 temporadas, 129 episodios).

- Detective's Holiday, emitido el 4 de marzo de 1953. Sobre un guion de Frederick Brady, basado en una historia original de Octavus Roy Cohen. Fue la primera vez que, como director, se puso detrás de las cámaras.
- Indian taker, emitido el 28 de enero de 1954. Blake Edwards, además, escribió el guion de este capítulo.

- 10 episodios de la serie Peter Gunn de la NBC emitida entre septiembre de 1958 y junio de 1962. (3 temporadas, 114 capítulos). Además de dirigir, Edward escribió el argumento de 21 episodios, el guion de 8 y produjo cinco.

- The Kill. Primer episodio de la serie emitido el 22 de septiembre de 1958. Dirigió un guion propio.
- Streetcar Jones. Segundo episodio de la serie, emitido el 29 de septiembre de 1958. Guion de Al C. Ward.
- The Blind Pianist. Cuarto episodio de la serie, emitido el 13 de octubre de 1958. Guion de George W. y Judy George, basado en un argumento de George W. George y Edwards.
- The Chinese Hangman. Emitido el 27 de octubre de 1958. Guion de Lewis Reed y Vick Knight que desarrolla un guion del propio Edwards.
- Lynn's Blues. Emitido el 3 de noviembre de 1958. Coguionista junto con Lewis Reed.
- Rough Buck. Emitido el 10 de noviembre de 1958. Guion de Tony Barrett.
- Death House Testament. Emitido el 1 de diciembre de 1958. Guion de George y Gertrude Fass, basado en un argumento de George Fass y Edwards.
- Let's Kill Timothy. Emitido el 19 de enero de 1959. Guion de Lewis Reed, basado en un argumento de Edwards.
- The Comic. Emitido el 12 de octubre de 1959. Dirigió un guion propio.
- The Briefcase. Emitido el 14 de diciembre de 1959. Guion de Lester Aaron Pine.

- 1 episodio de la serie Mr. Lucky de la CBS, emitida entre octubre de 1959 y 1960. (1 temporadas, 34 episodios).

- The Magnificent Bribe (primer episodio de la serie, emitido el 24 de octubre de 1959. Fue coguionista junto a Arthur A. Ross y, además, escribió el guion.

- Serie: Julie.
- Serie: The Dick Powell Show.

### Como guionista

#### Cine
1. 1948 - Imperio del crimen de Lesley Selander. (Edwards y John Champion).
2. 1949 - Stampede de Lesley Selander. (Edwards y John Champion). Basado en una novela de Edward Beverly Mann.
3. 1952 - Rainbow 'round my shoulder de Richard Quine. (Edwards y Richard Quine).
4. 1953 - Marino al agua de Richard Quine. (Edwards y Richard Quine). Esta película fue la última en la que intervino la primera mujer de Edwards, la actriz Patricia Walker, que aparece en el papel de Susie. Patricia, una vez casada, dejó la interpretación.
5. 1953 - Cruisin' down the river de Richard Quine. (Edwards y Richard Quine).
6. 1954 - Drive a crooked road de Richard Quine. (Edwards y Richard Quine). Basado en una historia original de James Benson Nablo.
7. 1955 - Mi hermana Elena (My sister Eileen) de Richard Quine. (Edwards y Quine). Basándose en una historia original de Ruth McKenney, desarrollada por Joseph Fields y Jerome Chodorov.
8. 1955 - Venga tu sonrisa de Blake Edwards. (Edwards y Robert Quine).
9. 1956 - He laughed last de Blake Edwards. (Edward y Richard Quine).
10. 1957 - Operation Mad Ball de Richard Quine. (Edwards, Arthur Carter y Jed Harris). El guion fue nominado para los premios WGA en la categoría de mejor comedia.
11. 1957 - El temible Mr. Cory de Blake Edwards, basándose en una idea original de Leo Rosten.
12. 1958 - La pícara edad de Blake Edwards.
13. 1962 - La misteriosa dama de negro de Richard Quine. (Edwards y Larry Gelbart). Basado en una historia original de Margery Sharp titulada The notorious tenant. El guion estuvo nominado en los premios WGA en la categoría de mejor comedia.
14. 1963 - La pantera rosa de Blacke Edwards. (Edwards y Maurice Richlin). El guion estuvo nominado en los WGA.
15. 1964 - A Shot in the Dark de Blake Edwards. (Edwards y William Peter Blatty.
16. 1965 - La carrera del siglo de Blacke Edwards.
17. 1967 - Gunn de Blake Edwards, (Edwards y William Peter Blatty).
18. 1968 -  The Party  (El guateque en España y La fiesta inolvidable en Hispanoamérica) de Blake Edwards. (Edwards, Tom Waldman y Frank Waldman.
19. 1970 - Darling Lili de Blake Edwards. (Edwards y William Peter Blatty).
20. 1971 - Dos hombres contra el Oeste de Blake Edwards.
21. 1974 - La semilla del tamarindo de Blake Edwards. El guion de Edwards se basa en la novela de Evelyn Anthony.
22. 1975 - El regreso de la pantera rosa de Blake Edwards. (Edwards y Frank Waldman). El guion fue nominado en los premios WGA al Mejor guion adaptado.
23. 1976 - La pantera rosa ataca de nuevo de Blake Edwards. (Edwards y Frank Waldman). El guion fue premiado con el WGA al Mejor guion adaptado.
24. 1977 - La venganza de la pantera rosa de Blake Edwards. (Edwards y Ron Clark).
25. 1979 - 10. La mujer perfecta de Blake Edwards. (Edwards y Tony Adams). El guion fue nominado a los premios WGA, en la categoría de Mejor guion original de comedia.
26. 1981 - Sois hOnrados Bandidos de Blake Edwards. Edwards estuvo nominado en los WGA. Paradójicamente, también estuvo entre los candidatos a Peor guion en los Razzie.
27. 1982 - Tras la pista de la pantera rosa. (Edwards y su hijo: Geoffrey Edwards).
28. 1982 - Victor Victoria de Black Edwards. (Edwards y Hans Hoemburg). La película es un remake de la película alemana de 1933 Viktor und Viktoria de Rheinhold Schünzel, por tanto, el guion se basaba en el guion de ésta. El guion ganó el WGA al Mejor guion adaptado y el David di Donatello al mejor guion de película extranjera. Además, nominados al Óscar al mejor guion adaptado.
29. 1983 - Mis problemas con las mujeres de Blake Edwards, (Edwards, Geoffrey Edwards, y Milton Wexler).
30. 1983 - La maldición de la pantera rosa de Blake Edwards. (Edwards y Geoffrey Edwards).
31. 1984 - Ciudad muy caliente (Hot City) de Richard Benjamin.
32. 1986 - Así es la vida de Blake Edwards. (Edwards y Milton Wexler).
33. 1986 - El gran enredo de Blake Edwards. (Edwards basándose en una historia original de Rodney Amateau).
34. 1988 - Asesinato en Beverly Hills de Blake Edwards.
35. 1989 - Skin Deep de Blake Edwards.
36. 1989 - Peter Gunn de Blake Edwards.
37. 1991 - Switch de Blake Edwards.
38. 1993 - El hijo de la pantera rosa de Blake Edwards. El guion lo escriben Edwards, Madeleine y Steven Sunshine, basándose en una historia original de Edwards y en la biblia (caracteres) de la serie de Edwards y Maurice Richlin.

#### Televisión
- 5 episodios de la serie Four Star Playhouse de la CBS, emitida entre 1952 y 1956. (4 temporadas, 129 episodios).

- Welcome home, emitido el 20 de noviembre de 1952, dirigido por Robert Florey.
- Trail's end, emitido el 29 de enero de 1953, dirigido por Robert Florey.
- The hard way, emitido el 10 de septiembre de 1953, dirigido por Robert Aldrich.
- The squeeze, emitido el 1 de octubre de 1953, dirigido por Robert Aldrich.
- Indian taker, emitido el 28 de enero de 1954. Blake Edwards, además, dirigió este captítulo.

- 8 capítulos de la serie Peter Gunn de la NBC emitida entre septiembre de 1958 y junio de 1962. (3 temporadas, 114 capítulos). Además de guionista, Edward escribió el argumento de 21 episodios, produjo 5 episodios y dirigió diez.

- The kill. Primer capítulo de la serie, emitido el 22 de septiembre de 1958. Además de escribir el guion, lo dirigió.
- The vicious dog. Emitido el 6 de octubre de 1958. El episodio lo dirigió David O. McDearmon.
- The frog Emitido el 20 de octubre de 1958. El capítulo lo dirigió David O. McDearmon.
- Lynn's blues Emitido el 3 de noviembre de 1958. Edwards fue coguionista junto a Lewis Reed. Además de escribir el guion, también dirigió el episodio.
- Image of Sally. Emitido el 17 de noviembre de 1958. Edwards fue coguionista junto a Lewis Reed. El capítulo lo dirigió David O. McDearmon.
- The Missing night watchman. Emitido el 26 de enero de 1959. El episodio lo dirigió Boris Sagal.
- Murder on the migway. Emitido el 2 de febrero de 1959. Coguionista junto a P.K. Palmer. El episodio lo dirigió David O. McDearmon.
- The comic. Emitido el 12 de octubre de 1959. Además de escribir el guion, lo dirigió.

Además, firmó la historia original de 21 capítulos:
1. The rifle.
2. The price is murder.
3. Kidnap.
4. The feathered doll.
5. The family affair.
6. Death Is a red rose.
7. The wolfe case.
8. Spell of murder.
9. Send a thief.
10. The maitre D'.
11. The hunt.
12. See no evil.
13. The grudge.
14. Edie finds a corpse.
15. Pecos Pete.
16. The blind pianist.
17. The chinese hangman.
18.  Death house testament.
19. Story let's kill Timothy.
20. The man with the scar.
21. Murder on the midway.

- 1 capítulo de la serie Mr. Lucky de la CBS, emitida entre octubre de 1959 y 1960. (1 temporadas, 34 episodios).

- The magnificent bribe (primer capítulo de la serie, emititdo el 24 de octubre de 1959. Fue coguionista junto a Arthur A. Ross y, además, dirigió el capítulo.

### Productor

#### Cine
1. 1948 - Imperio del crimen de Lesley Selander. (Producen Champion y Blake Edwards).
2. 1949 - Stampede de Leslie Selander. (Producen Champion y Blake Edwards).
3. 1962 - Chantaje contra una mujer de Blake Edwards. (Intervino también Don Peters como productor asociado).
4. 1964 - El nuevo caso del inspector Clouseau de Blake Edwards. (Edwards Dick Crockett y Martin Jurow.
5. 1965 - La carrera del siglo de Blacke Edwards.
6. 1966 - ¿Qué hiciste en la guerra, papi? de Blake Edwards.
7. 1966 - El nuevo caso del inspector Clouseau de Blake Edwards. (Edwards, Cecil F. Ford y Lelan Hayward).
8. 1967 - Gunn de Blake Edwards. (Produce Owen Crump. Edwards participa como productor ejecutivo).
9. 1968 - El guateque de Blake Edwards. (Produce Edwards y Ken Wales toma parte como productor asociado).
10. 1970 - Darling Lili de Blake Edwards. (Produce Edwards y toman parte: Ken Wales, como productor asociado, y Owen Crump, como productor ejecutivo.
11. 1971 - Dos hombres contra el Oeste de Blake Edwards. (Edwards, Ken Wales y Jerry Goldsmith).
12. 1975 - El regreso de la pantera rosa de Blake Edwards. Edwards obtuvo el BAFTA a la Mejor Comedia.
13. 1976 - La pantera rosa ataca de nuevo de Blake Edwards. Edwards obtuvo el BAFTA a la Mejor Comedia.
14. 1977 - La venganza de la pantera rosa de Blake Edwards. Edwards obtuvo el BAFTA a la Mejor Comedia.
15. 1979 - 10, la mujer perfecta de Blake Edwards. (Edwards y Tony Adams). La película fue nominada al Globo de Oro como Mejor película musical o comedia.
16. 1981 - Sois hOnrados Bandidos de Blake Edwards. (Edwards y Tony Adams). La película estuvo nominada a los Globo de Oro como Mejor musical o comedia.
17. 1982 - Tras la pista de la pantera rosa. (Edwards y Tony Adams).
18. 1982 - Victor Victoria de Black Edwards. (Edwards y Tony Adams. Productor Ejecutivo: Gerald T. Nutting). Victor Victoria ganó el César a la Mejor película extranjera y estuvo entre las nominadas que optaron al Globo de Oro.
19. 1983 - Mis problemas con las mujeres de Blake Edwards. (Edwards y Tony Adams. Productor Ejecutivo: Jonathan D. Krane y Gerald T. Nutting).
20. 1983 - La maldición de la pantera rosa de Blake Edwards. (Edwards y Tony Adams. Productor Ejecutivo: Jonathan D. Krane y Gerald T. Nutting).

#### Televisión
- 5 episodios de la serie Peter Gunn de la NBC emitida entre septiembre de 1958 y junio de 1962. (3 temporadas, 114 capítulos). Además de productor, Edward escribió el argumento de 21 episodios, el guion de 8 y dirigió diez.

1. The Blind Pianist
2. The Vicious Dog
3. Streetcar Jones
4. The Kill'
5. The Chinese Hangman

## Premios y reconocimientos
Premios Óscar
| Año  | Categoría            | Película         | Resultado |
| ---- | -------------------- | ---------------- | --------- |
| 1983 | Mejor guion adaptado | Victor Victoria  | Nominado  |
| 2004 | Óscar Honorífico     | Óscar Honorífico | Ganador   |

### Como director

#### Premios
- 1963 - Concha de Plata al mejor director del Festival Internacional de Cine de San Sebastián por Días de vino y rosas.

#### Nominaciones
- 1962 - Mejor director en los premios DGA por Desayuno con diamantes.
- 1963 - Mejor director en los Globos de Oro por Días de vino y rosas.
- 1966 - Mejor director en el Festival Internacional de Cine de Moscú por La carrera del siglo.

#### Antipremios
- 1982 - Nominado en los Razzie al Peor director por Sois hOnrados Bandidos.
- 1989 - Nominado en los Razzie al Peor director por Asesinato en Beverly Hills.

### Como guionista

#### Premios
- 1964 - Premio WGA al Mejor guion adaptado por La pantera rosa ataca de nuevo.
- 1983 - Premio WGA al Mejor guion adaptado por Victor Victoria.
- 1983 - David di Donatello al Mejor guion de película extranjera por Victor Victoria.

#### Nominaciones
- 1958 - Premio WGA al Mejor guion por Operation Mad Ball.
- 1963 - Premio WGA al Mejor guion por La misteriosa dama de negro.
- 1964 - Premio WGA al Mejor guion de comedia por La pantera rosa.
- 1976 - Premio WGA al Mejor guion de comedia por El regreso de la pantera rosa.
- 1980 - Premio WGA al Mejor guion de comedia por 10. La mujer perfecta.
- 1982 - Premio WGA al Mejor guion original por Sois hOnrados Bandidos.

#### Antipremios
- 1982 - Nominado en los Razzie al Peor Guion por Sois hOnrados Bandidos.

### Como productor

#### Premios
- 1976 - BAFTA a la Mejor comedia por El regreso de la pantera rosa.
- 1977 - BAFTA a la Mejor comedia por La pantera rosa ataca de nuevo.
- 1979 - BAFTA a la Mejor comedia por La venganza de la pantera rosa.
- 1983 - César a la Mejor película extranjera por Victor Victoria.

#### Nominaciones
- 1974 - Globo de Oro a la Mejor musical o comedia por El regreso de la pantera rosa.
- 1977 - Globo de Oro a la Mejor musical o comedia por La pantera rosa ataca de nuevo.
- 1980 - Globo de Oro Mejor musical o comedia por 10. La mujer perfecta.
- 1982 - Globo de Oro Mejor musical o comedia por Sois hOnrados Bandidos.
- 1983 - Globo de Oro Mejor musical o comedia por Victor Victoria.